# Karabin AR-15
AR-15 – amerykański karabin automatyczny, powstały w przedsiębiorstwie Fairchild Armalite jako zmodyfikowana wersja AR-10, dostosowana do słabszej amunicji pośredniej 5,56 × 45 mm. Protoplasta karabinów M16 używanych przez amerykańskie siły zbrojne. Współcześnie pod nazwą handlową „Colt AR-15” produkowane są karabiny samopowtarzalne przeznaczone na rynek cywilny. Broń ta doczekała się licznych wersji pochodnych tworząc całą „rodzinę” broni strzeleckiej, opartą na oryginalnym projekcie.

## Historia

### Wersja wojskowa

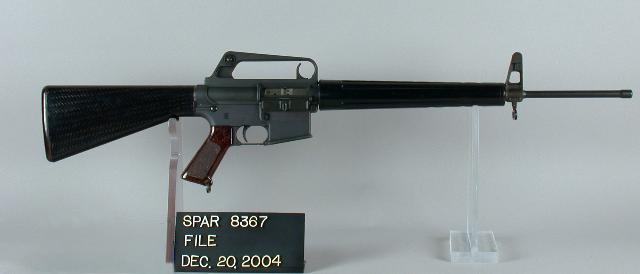
AR-15 produkcji Armalite

Po zakończeniu II wojny światowej armia amerykańska poszukiwała nowego karabinu podstawowego, który byłby w stanie zastąpić przestarzałe M1 Garand. W 1956 r. firma Fairchild Armalite zgłosiła do konkursu karabin AR-10 projektu Eugene Stonera, który charakteryzował się innowacyjną konstrukcją i wyjątkowo niską wagą. Mimo pozytywnych wyników testów projekt odrzucono, na rzecz bardziej konwencjonalnego M14, który w zasadzie był jedynie zmodyfikowaną wersją Garanda.
W czasie wojny wietnamskiej dały o sobie znać poważne mankamenty nowych M14. Broń zasilana nabojem karabinowym była trudna do opanowania przy ogniu ciągłym, a waga amunicji ograniczała możliwości przenoszenia jej większego zapasu przez pojedynczych żołnierzy. Cechy te w zasadzie deklasowały M14 wobec broni przeciwników – zasilanych słabszą i lżejszą amunicją pośrednią karabinków z rodziny AK. Konfrontacja obu konstrukcji w trakcie wojny sprawiła, że amerykańscy decydenci ponownie zainteresowali się możliwością stworzenia własnej konstrukcji zasilanej analogiczną amunicją.
W 1958 r. do nowych testów Armalite przedstawiła zmodyfikowaną wersję AR-10 dostosowaną do słabszej amunicji 5,56 × 45 mm (w miejsce dotychczasowego naboju karabinowego 7,62 × 51 mm). Próby nowego AR-15 wykazały jego zdecydowaną przewagę wobec M14. Uzbrojona w AR-15 siedmioosobowa drużyna miała taką samą siłę ognia jak jedenastoosobowa drużyna z M14. Żołnierze byli też w stanie przenosić aż trzykrotnie więcej lżejszej amunicji (649 wobec wcześniejszych 220 nabojów). Mimo to, opór konserwatywnych wojskowych, uniemożliwiał przyjęcie nowej broni na wyposażenie. Wobec tego stanu rzeczy, borykająca się z problemami finansowymi Armalite zdecydowała się na porzucenie projektu i jego sprzedaż firmie Colt’s Manufacturing Company.

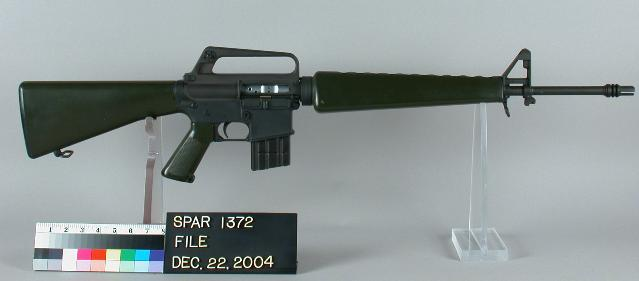
AR-15 produkcji Colta

Colt po przejęciu projektu rozpoczął jego intensywne dopracowywanie, wprowadzając szereg zmian w oryginalnej konstrukcji. W końcu amerykańskie siły zbrojne zaczęły wykazywać wzmożone zainteresowanie AR-15 efektem czego na wyposażenie wprowadzano kolejne serie informacyjne nowej broni (jako XM16), sprawdzając ją również w warunkach bojowych w Wietnamie. Ostatecznie pomimo początkowych trudności (szczególnie z niezawodnością), AR-15 został w 1964 r. oficjalnie przyjęty na uzbrojenie jako M16. Broń ta już jako M16 była dalej rozwijana i nadal pozostaje na wyposażeniu amerykańskich sił zbrojnych.

### Wersja cywilna

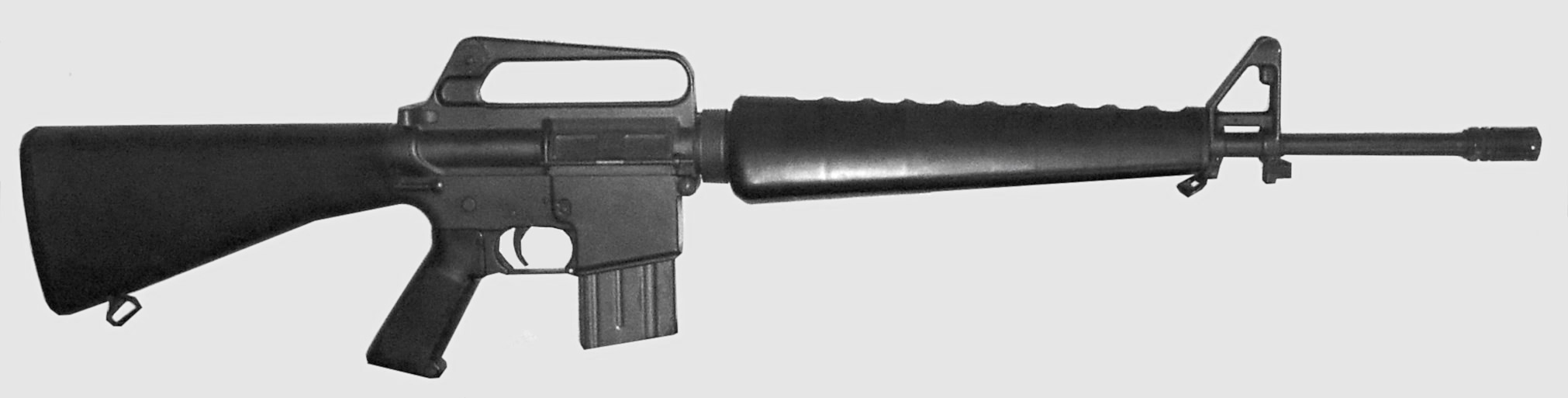
Colt AR-15 SP1 – samopowtarzalna wersja produkcji Colta na rynek cywilny

W 1963 r. Colt rozpoczął sprzedaż samopowtarzalnego wariantu karabinu M16 do użytku cywilnego pod nazwą Colt AR-15 (która funkcjonuje współcześnie jako nazwa handlowa). Broń ta oprócz pozbawienia możliwości strzelania seriami, charakteryzuje się również znacznie większą masą względem pierwotnego AR-15 (3,86 kg w porównaniu do 2,72 kg). Colt AR-15 odziedziczył również po wersji wojskowej obrotowy przełącznik ognia posiadający jednak tylko dwa ustawienia: zabezpieczony i samopowtarzalny (w pierwowzorze występowały trzy tryby: zabezpieczony, samopowtarzalny, oraz samoczynny lub seria trzech strzałów – w zależności od modelu). Z czasem oferta Colta na rynek cywilny została wzbogacona o kolejne warianty AR-15 obejmując zarówno karabiny jak i karabinki, w różnych konfiguracjach.
W 1977 r. wygasły prawa patentowe Colta, co otworzyło drogę innym przedsiębiorstwom do bezlicencyjnego tworzenia klonów i pochodnych konstrukcji AR-15. Zaowocowało to powstaniem na rynku cywilnym i wojskowym szeregu licznych odmian broni strzeleckiej mniej lub bardziej opartych na oryginalnym projekcie Stonera. Mimo utraty patentów, Colt zachował jednak prawa do nazwy „AR-15” jako znaku towarowego, co sprawia że pozostaje jedynym producentem mogącym sprzedawać broń pod taką nazwą.
20 września 2019 r. Colt ogłosił zakończenie produkcji AR-15 dla użytkowników cywilnych ze względu na zbyt duże nasycenie rynku, jednocześnie zapowiadając utrzymanie produkcji dla służb mundurowych. Jednak już w maju 2020 r. rosnący popyt skłonił firmę do wznowienia produkcji.

#### Sytuacja na rynku amerykańskim
AR-15 i jego pochodne cieszą się wyjątkową popularnością na rodzimym rynku w USA, a przez National Rifle Association of America promowane są jako „najbardziej amerykańskie karabiny”.  
Choć w USA zabroniona jest produkcja, sprzedaż i posiadanie przez cywilów wersji w pełni automatycznych AR-15, można legalnie sprzedawać szablony, narzędzia i instrukcje wykonywania takiej konwersji. Są one używane do wytwarzania wariantów AR-15 z przełącznikiem ognia teoretycznie tylko dla służb mundurowych i klientów zagranicznych.
Wojskowy rodowód, cechy tego typu broni oraz jej częste wykorzystywanie w masowych strzelaninach sprawiały, że dostępność AR-15  na rynku cywilnym w USA wzbudzała liczne kontrowersje. Zaowocowało to wprowadzeniem w 1994 r. tzw. „federalnego zakazu broni szturmowej” (ang. Federal Assault Weapons Ban), mającego ograniczać sprzedaż tzw. „karabinów szturmowych” (w tym AR-15 i pochodnych) na rynku cywilnym. Zakaz ten był jednak powszechnie omijany przez producentów poprzez nieznaczne modyfikowanie broni tak, aby formalnie odbiegała od ustawowej definicji „karabinu szturmowego” (np. usuwając zaczep do mocowania bagnetu, czy tłumik płomienia). Ostatecznie w 2004 r. zakaz został zniesiony.
Aby jeszcze bardziej odżegnać się od negatywnych skojarzeń z bronią wojskową, producenci i entuzjaści karabinów z rodziny AR-15 od 2009 r. spopularyzowali wobec nich eufemistyczną nazwę „nowoczesny karabin sportowy” (ang. modern sport rifle), mającą znacznie łagodniejszy wydźwięk niż „karabin szturmowy” (ang. assault rifle) czy „karabin bojowy” (ang. battle rifle). Według „The New York Timesa” od 2010 r. karabiny typu AR-15 stały się jednymi z „najbardziej lubianych i [jednocześnie] najbardziej oczernianych karabinów” w USA. Wskazuje się, że paradoksalnie do ich popularności mogły częściowo przyczynić się systematycznie podejmowane próby ograniczenia dostępu lub wręcz wprowadzenia zakazu ich posiadania. Z tych samych powodów karabiny te znajdują się zawsze w najgorętszych punktach debaty na temat kontrolowania dostępu do broni palnej w USA.